# Gerardo Navarrete
Gerardo Navarrete Barrientos (Concepción, 14 luglio 1994) è un calciatore cileno, centrocampista del Manchego Ciudad Real.

## Carriera

### Club
Ha giocato nella prima divisione cilena con la maglia dell'Universidad de Concepción.

### Nazionale
Ha giocato nella nazionale cilena Under-17.

## Palmarès

### Club

#### Competizioni nazionali
- Primera B: 1

Univ. de Concepción: 2013